# Bursă de valori

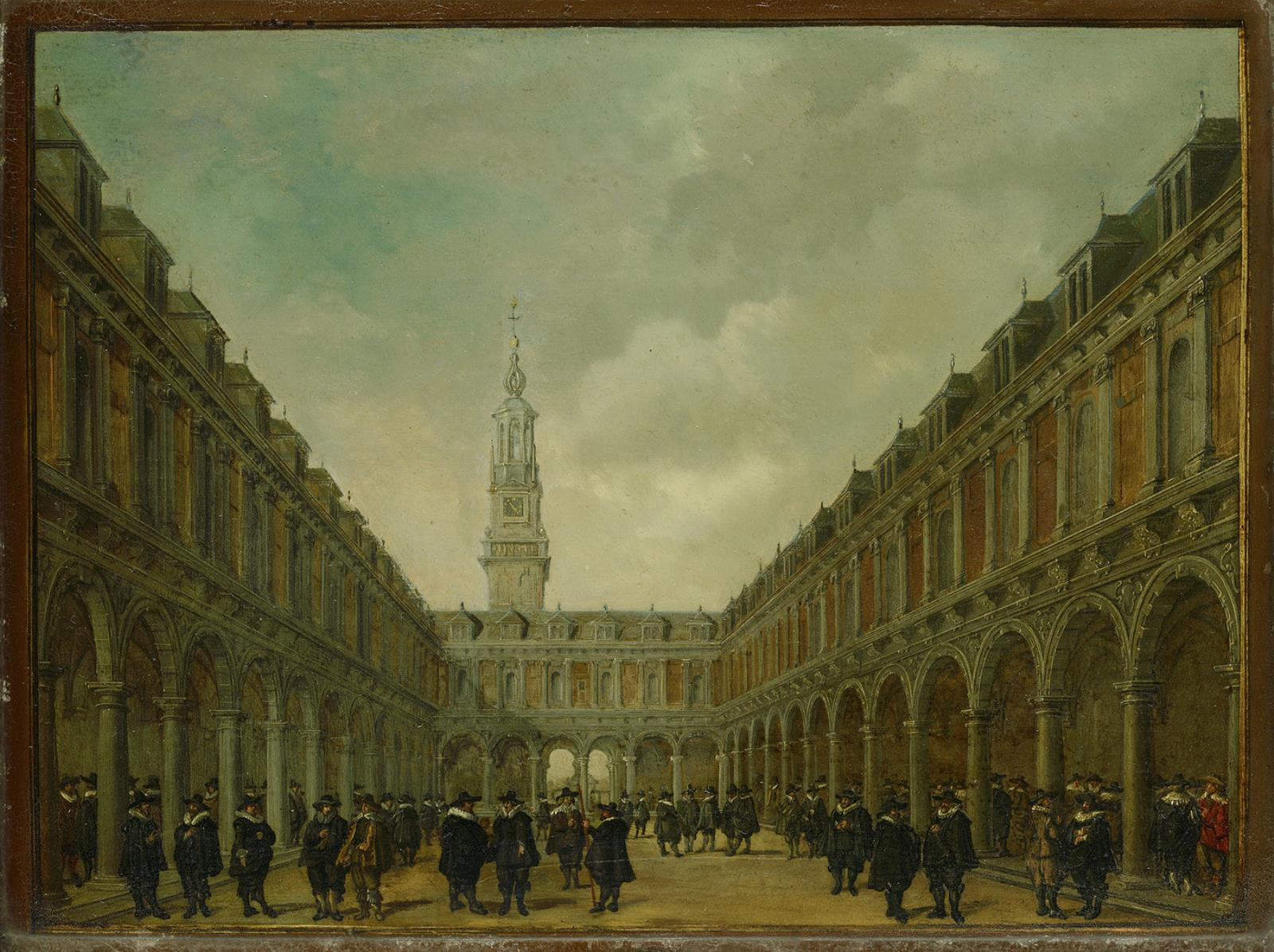
Curtea bursei de valori Amsterdam (Beurs van Hendrick de Keyser în olandeză), prima bursă de valori din lume. Prima piață de valori în sensul modern, a fost o inovație a managerilor și acționarilor companiei olandeze a Indiilor de Est la începutul anilor 1600.

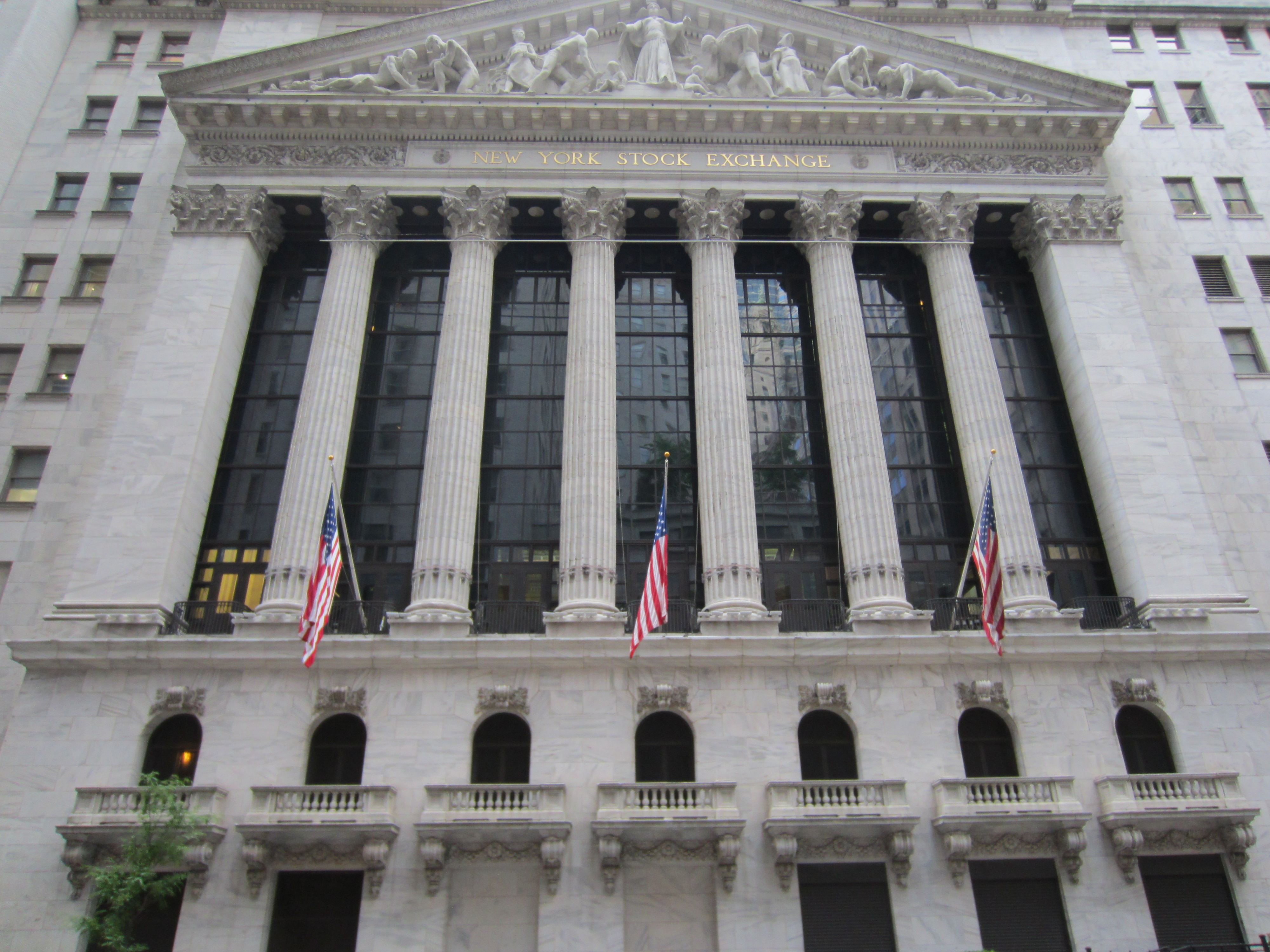
Bursa de valori New York de pe Wall Street din New York City este cea mai mare bursă de valori din lume, conform capitalizării de piață a companiilor listate

O bursă de valori este o piață în care brokeri și comercianți pot cumpăra și vinde titluri de valoare precum acțiuni, obligațiuni sau alte instrumente financiare. Bursele de valori oferă, de asemenea, facilități pentru eliberarea și răscumpărarea de astfel de titluri de valoare, precum și pentru plata de venituri și dividende. Valorile (sau bunurile) tranzacționate pe o bursă de valori includ acțiuni emise de societățile cotate la bursă, instrumente financiare derivate, obligațiuni, precum și produse financiare agregate de la mai mulți investitori. Bursele de valori funcționează ca o "licitație continuă", în care cumpărătorii și vânzătorii efectuează tranzacții într-o locație centrală.
Înainte de a putea fi tranzacționate pe bursă, instrumentele financiare trebuie întâi listate pe acea bursă. În trecut exista o locație centrală în care se ținea evidența valorilor, dar în bursele moderne evidența se ține în mod electronic, ceea ce oferă avantaje precum viteză sporită și cost redus de tranzacții. Schimbul comercial la bursă este permis numai brokerilor, care sunt membri ai bursei. Recent, o parte din tranzacțiile de pe bursele tradiționale s-a mutat către diverse alte medii precum rețele de comunicații electronice, burse private (denumite și "dark pools" datorită lipsei transparenței) sau sisteme alternative de tranzacționare.
Ofertele publice inițiale, ce reprezintă listarea unei companii pe bursă, se face întâi prin emiterea de acțiuni și obligațiuni de la companie către investitori (piața primară). Ulterior, aceste obligațiuni se tranzacționează între investitori (piața secundară). Bursa de valori este de multe ori cea mai importantă componentă a pieței de valori. Cererea și oferta pe piețele bursiere sunt determinate de diverși factori care, la fel ca în toate piețele libere, afectează prețul acțiunilor.
În general nu există obligația ca acțiunile sau obligațiunile să fie emise prin bursa de valori în sine, și nici ca acestea să fie ulterior tranzacționate pe bursă. Tranzacționarea acestora se poate face și offline în alte medii. Bursele de valori au devenit în ultimii ani parte a pieței globale de active. Bursele de valori servesc, de asemenea, o funcție importantă, prin furnizarea de lichiditate pentru acționari – există oricând cumpărători sau vânzători dispuși să facă schimburi comerciale.

## Rolul burselor de valori

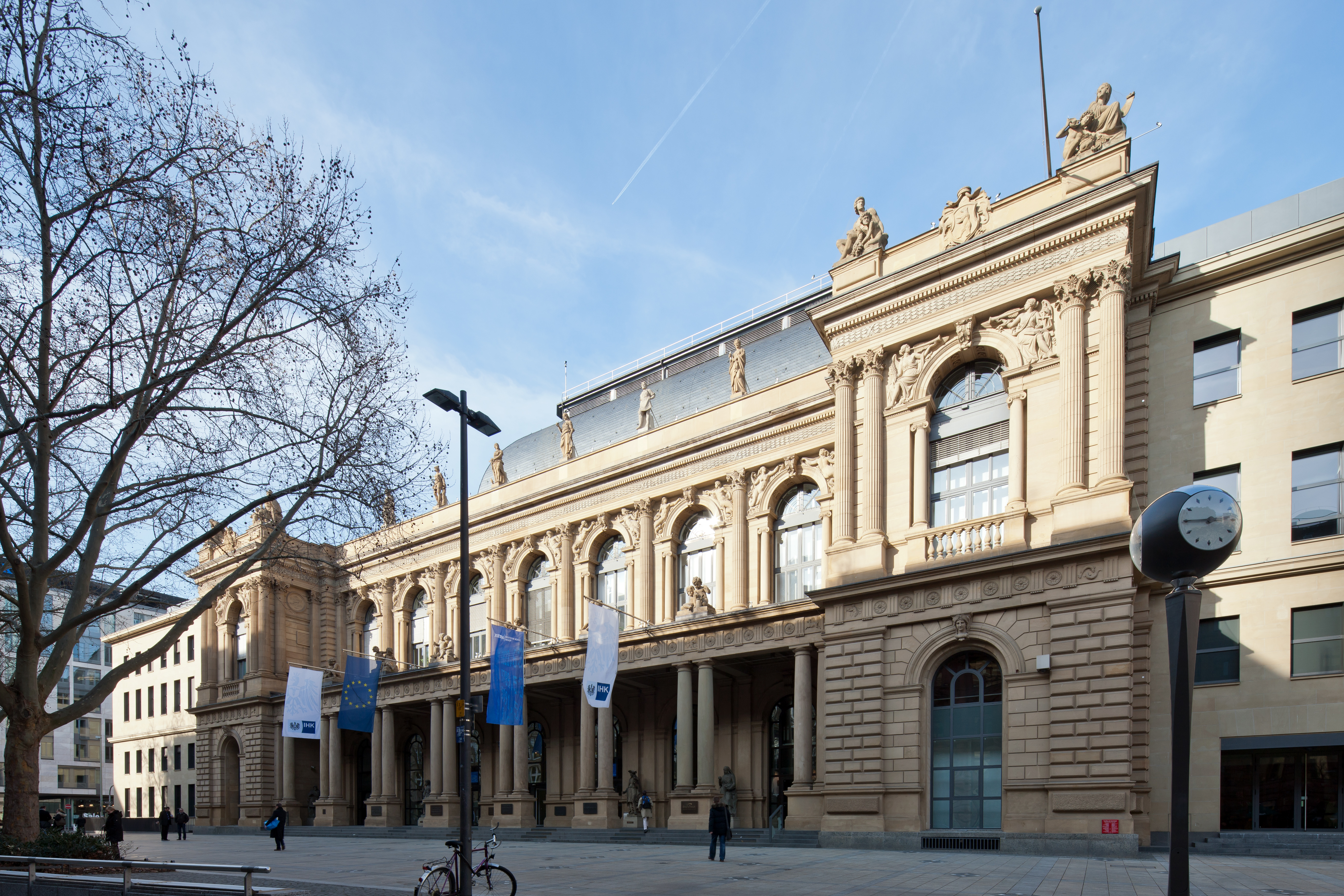
Bursa de valori din Frankfurt (înființată în 1585)

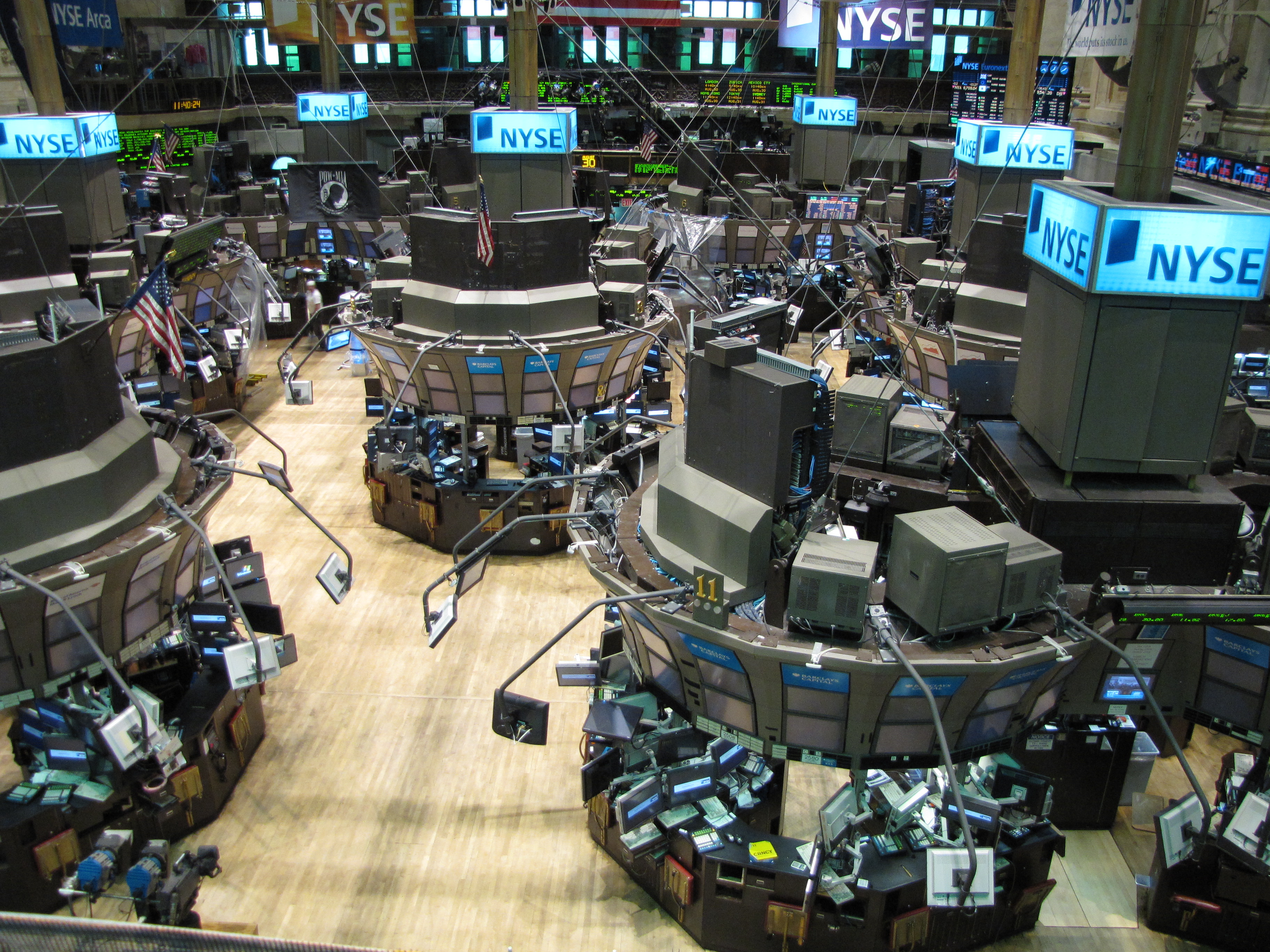
Bursa de valori din New York

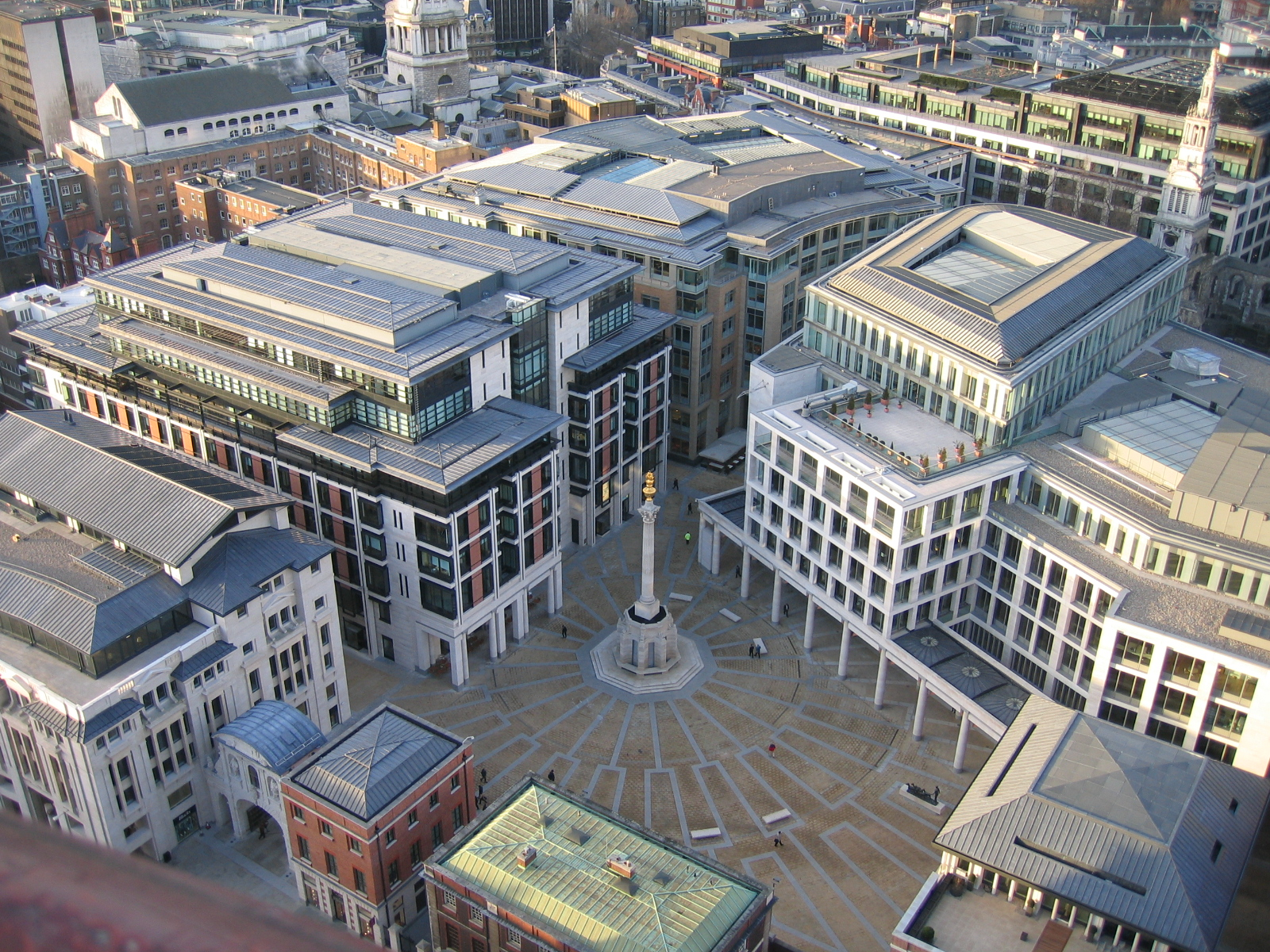
Bursa de valori din Londra, City of London

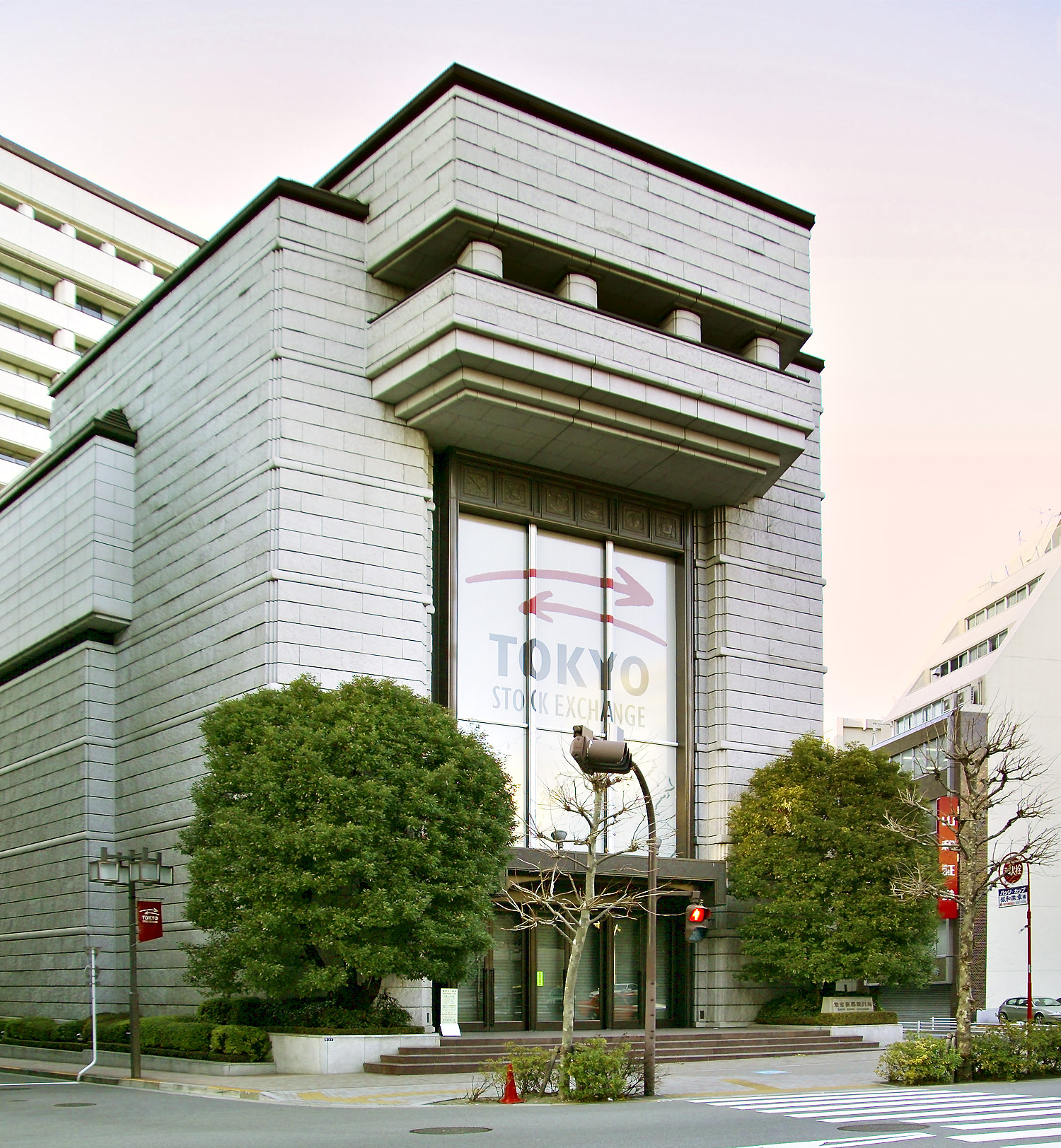
Bursa de valori din Tokyo

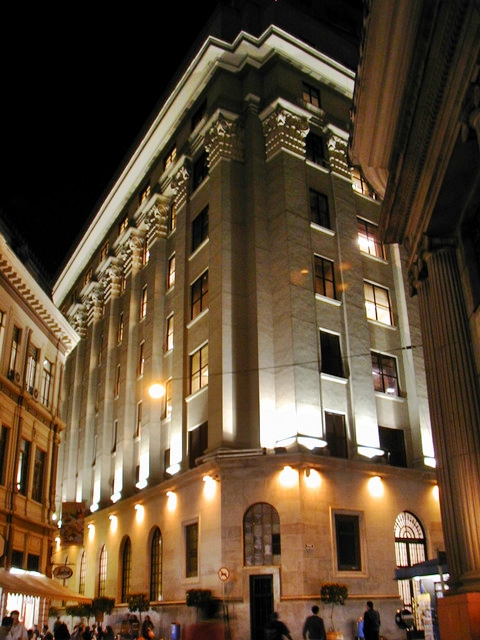
B3, din Sao Paulo, este cea mai mare bursă de valori din America Latină

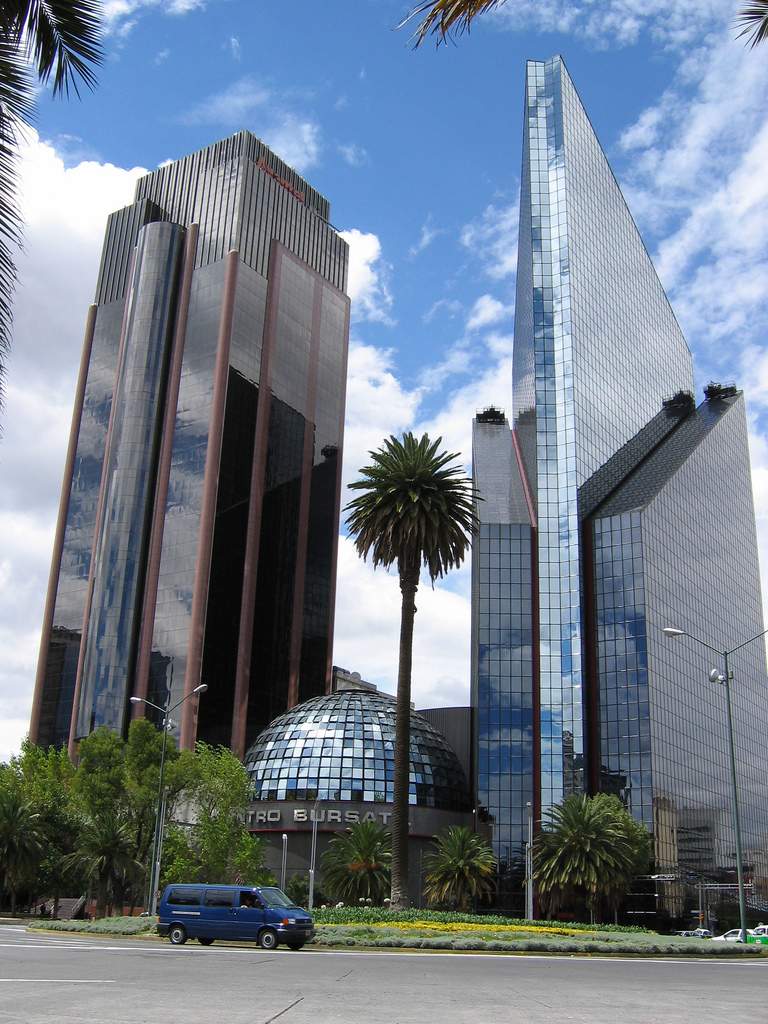
Bursa de valori din Mexic (Bolsa Mexicana de Valores), este a doua cea mai mare bursă din America Latină.

Bursele de valori au roluri multiple în economie. Aceastea pot include următoarele:

### Creșterea de capital pentru întreprinderi
Bursa de valori oferă companiilor posibilitatea de a strânge capital (e.g. bani) pentru extindere prin vânzarea de acțiuni la publicul larg.
În afară de posibilitatea de împrumut a unui individ sau firmă prin sistemul bancar, sub formă de credit sau împrumut, există patru forme comune de majorare de capital: listarea publica, parteneriate limitate, capital de risc sau parteneriat corporativ. Cele mai multe dintre aceste opțiuni pot fi realizate, direct sau indirect, printr-o bursa de valori.

#### Listare publică a companiilor
Anumite companii, în special cele de înaltă tehnologie, trebuie să ridice volume mari de capital în stadii incipiente. Pentru acest motiv, piața publică oferită de bursele de valori a fost una dintre cele mai importante surse de finanțare pentru multe startup-uri consumatoare de capital. După ciclurile economice din anii 1990 și de la începutul anilor 2000, a devenit mult mai greu pentru antreprenorii hi-tech să listeze public compania lui/ei, cu excepția cazului în care compania are deja produse pe piață și generează vânzări și venituri, sau dacă compania a finalizat deja studii clinice promițătoare, a generat brevete cu potențial de profit sau a realizat o cercetare de piață care a demonstrat foarte multe rezultate pozitive. Acest lucru este destul de diferit de situația din anii 1990 și înainte de anii 2000, perioadă în care o serie de companii (în special companii de Internet și biotehnologie) au fost listate public la cele mai importante burse de valori din întreaga lume, în absența totală a vânzărilor, veniturilor sau a unor rezultate promițătoare. Cu toate acestea, în fiecare an, un număr de companii necunoscute, extrem de speculative și imprevizibile din punct de vedere financiar, sunt listate pentru prima dată pe marile burse de valori – există chiar piețe de intrare specializare pentru aceste tipuri de companii, precum și indici bursieri de urmărire a performanței lor (exemple includ Alternext, CAC Mici, SDAX, TecDAX).

#### Parteneriate limitate
Un număr de companii au ridicat, de asemenea, cantități semnificative de capital prin parteneriate limitate de cercetare și dezvoltare (eng. R&D). Modificările legislației fiscale care au fost adoptate în 1987 în Statele Unite ale Americii au schimbat deductibilitatea fiscală a investițiilor în cercetare și dezvoltare. Pentru ca un parteneriat să fie de interes pentru investitorii de astăzi, proporția de profituri la banii investiți trebuie să fie suficient de mare pentru a atrage investitori.

#### Capital de risc
A treia metodă de ridicare de capital pentru startup-uri este capital de risc. Această sursă rămâne în mare parte disponibilă și astăzi, dar suma maximă pe care un start-up o poate strânge nu este nelimitată.

#### Parteneriat corporativ
O a patra sursă de ridicare de capital pentru o companie privată este un parteneriat corporativ cu o altă companie, în general o companie multinațională stabilă, care furnizează capitalul la schimb pentru drepturi de comercializare, drepturi de brevet sau acțiuni. Parteneriatele corporative au fost folosite cu succes într-un număr mare de cazuri.

### Mobilizarea economiilor pentru investiții
Când oamenii își folosesc economiile proprii ca să investească în acțiuni, acest aspect duce la alocarea rațională a resurselor, deoarece fondurile care ar fi fost altfel păstrate în repaus sau consumate (adică depozitele bancare), sunt mobilizate si redirectionate pentru a ajuta să finanțeze companiile. Acest lucru promovează afacerile, și are beneficii nu numai pentru comaniile finanțate, cât și pentru multe alte sectoare economice precum agricultura, comerț și industrie, rezultând într-o creștere economică mai puternică și niveluri mai mari de productivitate în firme.

### Facilitarea creșterii companiei
Achiziția de acțiuni în companii poate fi facută și de alte companii, aceasta fiind o oportunitate în a-și extinde liniile de produse, creșterea canalelor de distribuție, limitare a volatilității și riscului, creșterea cotei de piață, sau pentru dobândirea unor active dorite. O ofertă de preluare a companiei sau un acord de fuziune prin piața de capital este una dintre cele mai simple și cele mai comune modalități pentru o companie să crească prin absorbția sau fuziunea cu altă companie.

### Împărțirea profitului
Atât investitorii amatori cât și cei de profesie, de la investitorii instituționali până la familii, pot câștiga de pe urma profitului companiei prin dividende sau prin creșterea prețului acțiunilor, care poate duce la câștiguri de capital. Întreprinderile neprofitabile sau cele cu probleme pot duce la pierderi de capital pentru acționari.

### Guvernanța corporativă
Având o gamă largă și variată de proprietari, companiile au tendința de a îmbunătăți standardele de management și eficiență pentru a satisface cerințele acestor acționari, precum și cerințele mai stricte impuse corporațiilor publice de bursele de valori și de guvern. În consecință, se presupune că societățile publice, ale căror acționarii care sunt membri ai publicului larg și ale căror acțiuni sunt tranzacționate la bursă, tind să aibă o gestionare mai bună decât societățile private, care nu sunt cotate la bursă, și de multe ori sunt deținute de către fondatorii companiei, familiile lor,  moștenitori, sau în caz contrar de către un mic grup de investitori.
În ciuda acestei afirmații, există unele cazuri bine-documentate în care guvernanța corporativă a fost slabă în cazul unor companii publice. De exemplu, bula dot-com de la sfârșitul anilor 1990, și criza creditelor ipotecare subprime din 2007-08, sunt exemple clasice de management corporativ defectuos. Exemple includ companii precum Pets.com (2000), Enron (2001), One.Tel (2001), Sunbeam (2001), Webvan (2001), Adelphia (2002), MCI WorldCom (2002), Parmalat (2003), American International Group (2008), Bear Stearns (2008), Lehman Brothers (2008), General Motors (2009) și Satyam Computer Services (2009).
Cu toate acestea, atunci când rapoarte financiare, etice sau manageriale sunt cunoscute de către investitori, acțiunile și compania au tendința să-și piardă valoarea, ceea ce se reflectă la bursă prin scăderea prețurilor. În plus, datorită scaderii prețurilor acțiunilor, acționarii de multe ori schimbă managementul incompetent.

### Posibilitarea de investiție pentru investitorii mici
Spre deosebire de alte moduri de investiție care necesită capital mare, precum investițiile în imobiliare, investițiile în acțiuni sunt accesibile atât investitorilor mari cât și mici, pentru că o persoană poate cumpăra numărul de acțiuni pe care și le permite. Prin urmare, bursa oferă posibilitatea micilor investitori să dețină acțiuni ale aceleiași companii la care investesc și investitorii mari.

### Strângerea de fonduri guvernamentale pentru proiecte de dezvoltare
Guvernul unei țări poate de asemenea să împrumute bani de la bursă pentru a finanța proiecte de infrastructură, cum ar fi construcția de rețele de canalizare și tratare a apei, sau autostrăzi, prin licitarea la bursă a unor obligațiuni, adică un împrumut cu mai mulți deținători ce poate fi tranzacționat la bursă. Aceste obligațiuni pot fi tranzacționate pe bursa de valori inclusiv de membrii publicului, care pot să le cumpere, astfel împrumutând bani guvernului. Emiterea de astfel de obligațiuni poate evita, pe termen scurt, impozitarea directă a cetățenilor pentru a finanța un proiect de dezvoltare, prin încrederea oferită în acel guvern, în loc de a oferii garanții reale. Cu toate acestea, guvernul trebuie în cele din urmă să taxeze cetățenii sau să strângă fonduri suplimentare pentru a plăti obligațiunea.

### Barometru al economiei
La bursă, prețul acțiunilor crește și scade în funcție de forțele economice. Cota prețurilor tinde să crească sau să rămână stabilă atunci când companiile și economia arată semne de stabilitate și de creștere. O recesiune economică, depresie, sau criză financiară, ar putea duce la o prăbușire a prețurilor acțiunilor. Prin urmare, mișcarea prețurilor acțiunilor și, în general, a indicilor bursieri, care însumează mai multe acțiuni laolaltă, pot fi un indicator al tendinței generale în economie.